# صيد الأسماك التجاري

صيد الكابوريا التجاري

صيد الأسماك التجاري هو عملية اصطياد الأسماك والمأكولات البحرية الأخرى لتحقيق الأرباح التجارية، وتأتي غالبيتها من المصايد الطبيعية. وهو يوفر كميات كبيرة من الغذاء للعديد من الدول حول العالم، ولكن هؤلاء الذين يحترفون الصيد التجاري كصناعة غالبًا ما يطاردون الأسماك إلى عمق المحيط عادةً في ظروف غير مواتية. ويعرف صيد الأسماك التجاري على نطاق واسع أيضًا باسم قطاع صيد الأسماك. وقد زادت شعبية هذه المهنة مع ظهور برامج مثل Deadliest Catch (الصيد الأخطر) وSwords (السيوف) وWicked Tuna (التونة الخبيثة). ويتمثل جزء كبير من قطاع صيد الأسماك الكبرى في شركات كبيرة تمتلكها عائلات صغيرة أيضًا. ولقد كان على القطاع أن يتكيف على مر السنوات لتستمر في تحقيق الأرباح. وأظهرت إحدى الدراسات التي تم إجراؤها على شركة صيد تجاري صغيرة مملوكة لإحدى العائلات أنهم تكيفوا للاستمرار في كسب معيشتهم ولكنهم لا يجنون بالضرورة أرباحًا كبيرة. إن تكيف الصيادين وأساليبهم هي التي تسبب بعض القلق لمديرين المصايد والباحثين؛ حيث يقولون إنه بسبب هذه الأسباب قد تكون استدامة الأنظمة البيئية البحرية معرضة لخطر التدمير.
ويقوم الصيادون التجاريون بصيد مجموعة متنوعة من الأسماك، من التونة والقد والشبوط والسلمون إلى الروبيان وقرديس البحر والكركند والزلفيات والحبار والكابوريا، في مصايد متنوعة بحثًا عن هذه الأنواع.
وهناك مصايد كبيرة وهامة حول العالم لمختلف أنواع الأسماك والرخويات والقشريات وشوكيات الجلد. ومع ذلك، يدعم عددًا صغيرًا جدًا من الأنواع غالبية مصايد العالم. ومن هذه الأنواع الرنجة والقد والأنشوفة والتونة ولمفلطح والبوري والحبار والروبيان والسلمون والكابوريا والكركند والمحار والسقلوب. وجميع هذه الأنواع باستثناء الأنواع الأربعة الأخيرة أنتجت كمية صيد عالمي تزيد عن مليون طن في عام 1999، بينما كان حجم صيد الرنجة والسردين معًا 22 مليون طن متري في العام نفسه. ويتم صيد العديد من الأنواع الأخرى بأعداد أقل.
وتمكن قطاع الأسماك أيضًا في عام 2006 من تحقيق أكثر من 185 مليار دولار في المبيعات وتوفير أيضًا ما يزيد عن مليونين وظيفة وفقًا لتقرير اقتصادي أصدرته دائرة خدمات المصايد NOAA. قد يوفر الصيد التجاري الكثير من فرص العمل، ولكن العائد يختلف من قارب صيد لآخر ومن موسم إلى الآخر. لقد ذكر صياد الكابوريا كادى سميث في مقالة نشرت في بيزنس ويك (Business Week) وقال، «إنه دائمًا ما يكون هناك قارب أفضل حيث يحصل أعضاء الطاقم عليه على 50000 دولار أثناء موسم اصطياد ملك السراطين الذي يستمر من ثلاثة إلى خمسة أيام، أو 100000 دولار لموسم سراطين الثلج الأطول». وقد يكون هذا واقعًا ولكن يوجد هناك أيضًا قوارب لا تحقق نفس الأرباح؛ فكما أشار سميث لاحقًا في المقالة نفسها أن أسوأ موسم له خسر فيه 500 دولار.
ويقدر أحد الأبحاث التي نشرت في مجلة العلم (Science)، لأول مرة، إجمالي الكتلة الحيوية للأسماك عالميًا على أنها تتراوح بين 0.8 و 2.0 مليار طن.

## أساليب ومعدات الصيد

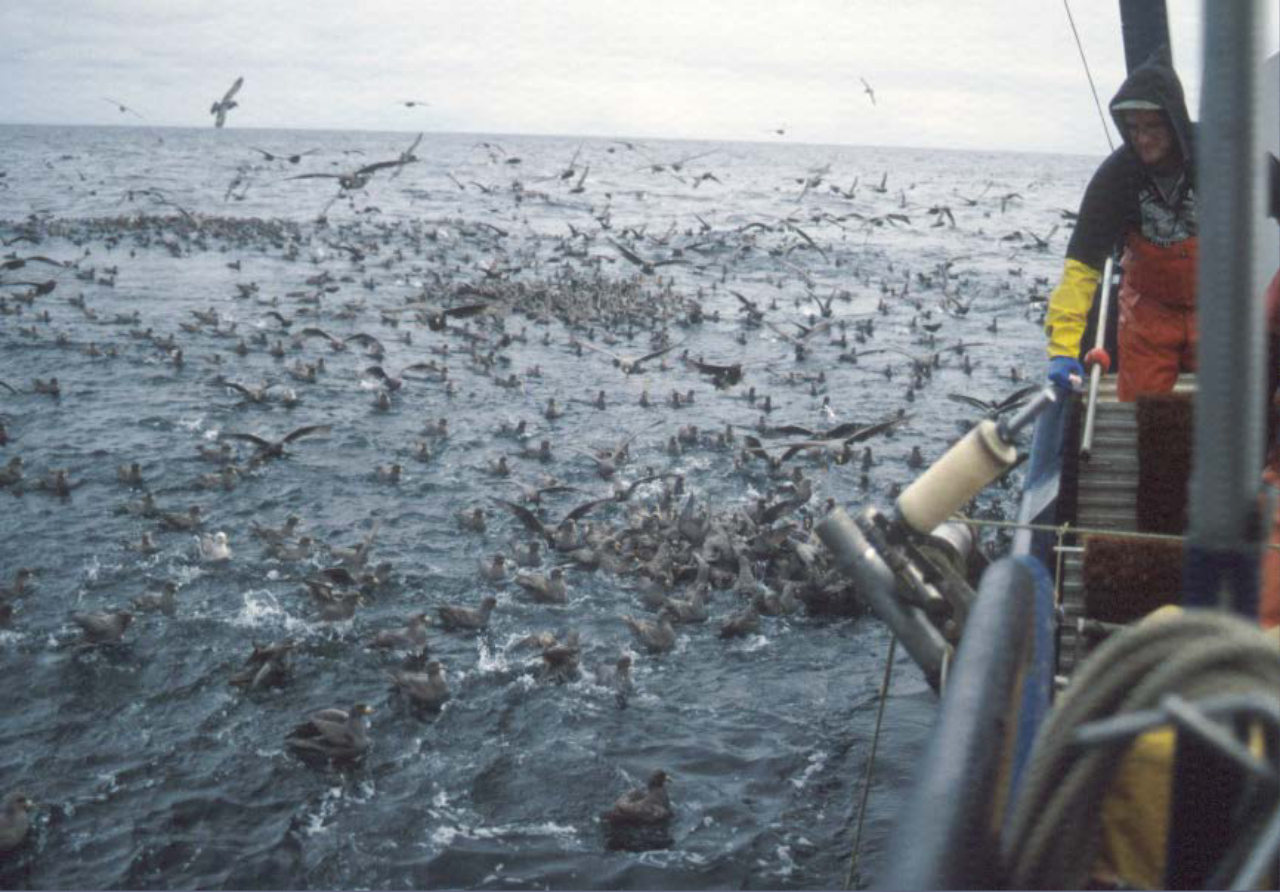
الطيور البحرية وسفينة صيد بالخيوط الطويلة

يتم استخدام أساليب مختلفة في الصيد التجاري لصيد مجموعة متنوعة من الأنواع البحرية بفعالية وتتضمن، الشباك الكبيرة والصنارة والخيوط الصنارية والجر بخيوط فردية والشراك أو أحواض الصيد. وتتحسن استدامة المصايد عن طريق استخدام معدات محددة تقلل من صيد
الأنواع غير المستهدفة أو تقضي على ذلك تمامًا.
تختلف أساليب الصيد وفقًا للمنطقة والنوع الذي يتم اصطياده والتكنولوجيا المتوفرة للصيادين. وقد تختلف مشاريع الصيد التجاري من التي يتم تنفيذها بواسطة شخص واحد على قارب صغير ويصطاد باستخدام شباك السالية اليدوية أو القليل من الفخاخ، إلى تلك التي تتضمن أسطولاً ضخمًا من السفن والتي تتعامل مع أطنان من الأسماك يوميًا.
تتضمن المعدات المستخدمة في الصيد التجاري اليوم شباك التحويط (على سبيل المثال، الصيد بالشبكة البرسينية) والشباك السينية (على سبيل المثال، مصيدة الجرافة الساحلية) وشباك الجر (على سبيل المثال، شباك صيد السمك في الأعماق) والجرافات والخطاطيف والخيوط (على سبيل المثال، الخيوط الطويلة وخيوط اليد) وشباك الرفع والشباك الخيشومية
والشباك المتشابكة الصنارة والخيوط الصنارية ووالشراك
يتم تصميم معدات الصيد التجاري وتحديثها لتجنب صيد أنواع معينة من الحيوانات غير المرغوب فيها أو المعرضة لخطر الانقراض. ويتم إنفاق ملايين الدولارات سنويًا في أبحاث / تطوير أساليب جديدة لتقليل إصابة حيوانات بحرية غير مستهدفة ويتم اصطيادها بواسطة الصيادين أو حتى موتها. وفي الواقع كانت هناك دراسة في عام 2000 على معدات الردع المختلفة ومدى فعاليتها في إبعاد الأنواع المراد إبعادها. وأظهرت الدراسة أن غالبية أجهزة الردع السمعية ساعدت على منع اصطياد الحيتان بينما نجحت الحواجز المادية على منع انحباس الطيور في الشبكة.

## وصلات خارجية
- Commercial fishing على مشروع الدليل المفتوح